# So oder so ist das Leben (Film)
So oder so ist das Leben ist ein 1973 entstandenes deutsches Spielfilmmelodram des Ehepaars Veit Relin (Regie und Produktion) und Maria Schell (Hauptrolle und Produktion).

## Handlung
Im Haus der gutbürgerlich-wohlhabenden deutschen Familie Crohnen geht es drunter und drüber. Nach außen hin wird die Fassade des schönen Scheins gewahrt, doch längst haben sich die Eheleute Katja und Felix auseinandergelebt. Familienvorstand Felix verdankt seinen gesellschaftlichen Aufstieg, den Erfolg seiner Firma und den Doktortitel dem Ehrgeiz und Geld seiner Gattin, was ihn allerdings nicht daran hindert, eine Liebschaft mit der jugoslawischen Hausangestellten Gabriele zu haben. 
Katja Crohnen wiederum hat sich ebenfalls anderweitig umgeschaut und hat sich einen Toyboy zugelegt, einen rund zwei Jahrzehnte jüngeren Mann mit dem mysteriösen Namen Blueboy. Die Affäre lässt die den Frust mit ihrem untreuen Ehemann zeitweise vergessen. Das Ehepaar hat auch eine Tochter, die nicht nur nymphoman veranlagt ist, sondern schlussendlich der eigenen Mutter den Lover ausspannt. Bald steuern alle Handlungsstränge auf eine familieninterne Katastrophe zu.

## Produktionsnotizen
So oder so ist das Leben wurde vom 18. Juni bis zum 15. Juli 1973 in München und Umgebung sowie im Studio Heberthal gedreht und mit großer Verspätung am 23. Januar 1976 in Stuttgart uraufgeführt.
Die Produktionsleitung hatte Joachim von Vietinghoff, die Kostüme entwarf Veit Relin.
Der Titel greift ein berühmt gewordenes Chanson von Theo Mackeben in einer neuen Verarbeitung von Abi Ofarim und Joachim Ludwig auf, das Brigitte Horney in der Originalversion 1934 in dem Film Liebe, Tod und Teufel vorgetragen hatte.

## Kritik
Das Lexikon des Internationalen Films verriss den Streifen und sah in ihm eine „Kolportage ohne jegliche soziale Relevanz und künstlerische Qualität“.

## Einzelnachweis
1. ↑  So oder so ist das Leben. In: Lexikon des internationalen Films. Filmdienst, abgerufen am 11. Januar 2018.